# Mordercza obsesja
Mordercza obsesja (tytuł oryg. Sanctimony) – filmowy dreszczowiec powstały w koprodukcji amerykańsko-niemieckiej w 2000 roku. Film do własnego scenariusza wyreżyserował Uwe Boll na potrzeby telewizyjne.

## Obsada
- Casper Van Dien – Tom Gerrick
- Michael Paré (w czołówce jako Michael Pare) – Jim Renart
- Eric Roberts – porucznik
- Jennifer Rubin – Dorothy Smith
- Catherine Oxenberg – Susan Renart
- Michael Rasmussen – dr Fricke
- Tanja Reichert – Eve
- David Millbern – Peter
- Birgit Stein – Sandra
- Michael Gelbart – reżyser telewizyjny
- Marnie Alton – Tina
- Adam Harrington – Hank
- Greg Barr – kamerzysta
- Richard Leacock – policjant #1
- Crystal Lowe (w czołówce jako Chrystal Lowe) – Virginia
- Kyle Cassie – młody policjant
- Benz Antoine – ochroniarz
- Andrew Laurenson – szef Toma
- Angelika Libera (w czołówce jako Angelica Baran) – kelnerka